# Ла-Брея (телесериал)
«Ла-Брея» (англ. La Brea) — американский драматический телесериал, премьера состоялась на американском телеканале NBC 28 сентября 2021 года. Создатель шоу Дэвид Аппельбаум.
12 ноября 2021 канал NBC продлил сериал на второй сезон. В феврале стало известно, что во втором сезоне будет 14 эпизодов. Премьера второго сезона состоялась 27 сентября 2022 года. 31 января 2023 года канал NBC продлил телесериал на третий сезон. Премьера третьего и финального сезона телесериала состоялась на NBC 9 января 2024 года.

## Сюжет
В центре современного Лос-Анджелеса, в районе бульвара Уилшир и палеонтологического музея Ла-Брея внезапно разверзся огромный провал в земле. В образовавшуюся воронку провалился целый квартал, сотни людей пропали без вести. Семья Харрисов оказалась разделена. Мама Ева Харрис и сын Джош провалились под землю. Гэвин и дочь Иззи остались на поверхности. Пострадавшие обнаруживают себя выжившими в странном месте. Воронка оказывается порталом в ту же местность, но за 10 000 лет до наших дней. Схожий феномен найден в пустыне Мохаве. Правительство начинает разрабатывать операцию по спасению пропавших, до того, как воронка закроется. Внутрь воронки высылают специально снаряженный пилотируемый летательный аппарат, но он разбивается при посадке. Герои перенесшиеся в начало голоцена, вынуждены столкнуться с суровой фауной прошлого и древними людьми.

## В ролях

### Основной состав
- Натали Зиа — Ева Харрис
- Оуэн Маккен — Гэвин Харрис
- Чике Оконкво — Тай Коулмен
- Карина Лог — Мэрибет Хилл
- Зира Горецки — Иззи Харрис
- Джек Мартин — Джош Харрис
- Вероника Сент-Клер — Райли Велез
- Лили Сантьяго — Вероника Кастильо
- Джон Седа — доктор Сэм Велез
- Николас Гонсалес — Леви Дельгадо

### Второстепенный состав
- Айони Скай — Джессика Харрис

## Обзор сезонов
| Сезон | Сезон | Эпизоды | Дата показа      | Дата показа     | Рейтинг Нильсона | Рейтинг Нильсона       |
| Сезон | Сезон | Эпизоды | Премьера         | Финал           | Ранк             | Зрители США (миллионы) |
| ----- | ----- | ------- | ---------------- | --------------- | ---------------- | ---------------------- |
|       | 1     | 10      | 28 сентября 2021 | 30 ноября 2021  | 20               | 7.43                   |
|       | 2     | 14      | 27 сентября 2022 | 28 февраля 2023 | TBA              | TBA                    |
|       | 3     | 6       | 9 января 2024    | 13 февраля 2024 | TBA              | TBA                    |

## Список эпизодов

### Сезон 1 (2021—2022)
| № общий | № в сезоне | Название                          | Режиссёр        | Автор сценария                     | Дата премьеры    | Зрители U.S. (млн) |
| --- | ---------- | --------------------------------- | --------------- | ---------------------------------- | ---------------- | ------------------ |
| 1 | 1          | «Пилот» «Pilot»                   | Тор Фройденталь | Дэвид Аппельбаум                   | 28 сентября 2021 | 6.37               |
| Посреди оживленного центра в Лос-Анджелесе открывается гигантская воронка, в которую проваливаются люди, машины, здания... Оказавшиеся в ней Ив и Джош обнаруживают себя живыми и невредимыми, но в другом мире - первобытном. Гевин осознает, что видения, преследовавшие его на протяжении лет, могут стать ключом к возвращению пропавших. |            |                                   |                 |                                    |                  |                    |
| 2 | 2          | «День второй» «Day Two»           | Чери Ноулан     | Дэвид Аппельбаум                   | 5 октября 2021   | 5.05               |
| Когда жизнь Джоша оказывается на волоске, Ив должна в одиночку преодолеть опасный дикий лес, чтобы выбраться на открытое место и попытаться помочь ему. В это время в Лос-Анджелесе Гевин и Иззи пытаются доказать, что упавшие в воронку люди выжили. При этом за ними устанавливают слежку таинственные личности...                         |            |                                   |                 |                                    |                  |                    |
| 3 | 3          | «Охота» «The Hunt»                | Адам Дэвидсон   | Хосе Молина                        | 12 октября 2021  | 5.06               |
| Когда запасы еды начинают иссякать, Ив и Тай решают рискнуть и отправляются на охоту в глубину леса. Удастся ли им найти пропитание и не нажить себе врагов? Их близкие в это время планируют предпринять первую попытку спасения родных. Сможет ли Гевин при этом доверить жизнь свою и своей семьи старому другу?                           |            |                                   |                 |                                    |                  |                    |
| 4 | 4          | «Новоприбывший» «The New Arrival» | Тор Фройденталь | Закия Александр                    | 19 октября 2021  | 5.12               |
| Наблюдение за падающим самолетом вызывает волну надежды среди выживших, которые тут же отправляются на поиски пилота. Однако принесет ли находка им радость? Из-за происков правительства миссия Гевина и Иззи неоднократно обрывается, из-за чего герои вынуждены обратиться за помощью к неожиданному союзнику.                             |            |                                   |                 |                                    |                  |                    |
| 5 | 5          | «Крепость» «The Fort»             | Грег МакЛин     | Арика Лисанн Миттман               | 26 октября 2021  | 5.20               |
| Разведывательный отряд обнаруживает загадочный форт, однако после его осмотра у выживших появляется больше вопросов, чем ответов. Кто построил эти здания и куда исчезли их обитатели? С новым помощником Гевин и Иззи приступают к опасной и несогласованной с властями миссии, которая может закончиться еще большей катастрофой...         |            |                                   |                 |                                    |                  |                    |
| 6 | 6          | «Путь домой» «The Way Home»       | Адам Дэвидсон   | Стивен Лилиен и Брайан Винбрандт   | 2 ноября 2021    | 4.03               |
| У выживших остается совсем немного времени до того момента, как окно в родной мир закроется. Люди предпринимают еще одну отчаянную попытку вернуться домой, когда Гевин неожиданно сообщает о возможных негативных последствиях. Ив предстоит сделать трудный выбор — согласятся ли оторванные от привычной жизни люди еще подождать?         |            |                                   |                 |                                    |                  |                    |
| 7 | 7          | «Буря» «The Storm»                | Тор Фройденталь | Айяна Уайт                         | 9 ноября 2021    | 4.70               |
| На поляну, освоенную выжившими, обрушивается невиданный ранее ураган, который ставит под угрозу жизни всех ее обитателей. Мэрибет и Лукас оказываются на волосок от смерти — смогут ли спутники спасти их? Чтобы помочь близким вернуться в Лос-Анджелес, Гевин должен ненадолго отправиться в собственное прошлое.                           |            |                                   |                 |                                    |                  |                    |
| 8 | 8          | «Истоки» «Origins»                | Чери Ноулан     | Джессика Грейнджер и Андре Эдмондс | 16 ноября 2021   | 4.67               |
| Когда приближается сезон холодов, Ив, Ливай и Тай вынуждены вернуться в форт и попытаться освоить навыки выживания древних людей. Удастся ли им согреться и пережить зиму? В это время Гевин всеми силами старается облегчить страдания Иззи, однако его попытки помочь могут поставить под угрозу отношения двух героев.                     |            |                                   |                 |                                    |                  |                    |
| 9 | 9          | «Отец и сын» «Father and Son»     | Тор Фройденталь | Арика Лисанн Миттман               | 23 ноября 2021   | 4.33               |
| Когда шокирующее открытие приводит к тому, что Иззи и Джош оказываются на грани жизни и смерти, выжившие отчаянно пытаются найти мальчика, в руках которого может быть ключ к возвращению домой. В надежде на спасение близких Гевину и Иззи придется полагаться на помощь незнакомца, но будет ли их веры достаточно для успешного исхода?   |            |                                   |                 |                                    |                  |                    |
| 10 | 10         | «Топанга» «Topanga»               | Адам Дэвидсон   | Дэвид Аппельбаум                   | 30 ноября 2021   | 4.94               |
| Когда становится понятно, что следующая воронка может оказаться последней, Гевин, Иззи и доктор Нэйтан бросают все усилия на осуществление спасательной миссии, пока не стало слишком поздно. С обратной стороны аномалии Ив приступает к собственной задаче — чтобы спасти свою семью, она должна отправить в портал маленького мальчика.    |            |                                   |                 |                                    |                  |                    |

### Сезон 2 (2022—2023)
| № общий | № в сезоне | Название                                      | Режиссёр      | Автор сценария                                     | Дата премьеры    | Зрители U.S. (млн) |
| --- | ---------- | --------------------------------------------- | ------------- | -------------------------------------------------- | ---------------- | ------------------ |
| 11 | 1          | «На следующий день» «The Next Day»            | Адам Дэвидсон | Дэвид Аппельбаум, Стивен Лилиен и Брайан Уинбрандт | 27 сентября 2022 | 3.86               |
| Ив уже практически отчаялась и не знает, что еще можно сделать, чтобы найти отца. Она находит зацепку, но поиски выводят ее на тех, у кого нет жалости ни к кому. В это время Джош и Райли очутились в новом и незнакомом для них времени.                                                             |            |                                               |               |                                                    |                  |                    |
| 12 | 2          | «Пещера» «The Cave»                           | Адам Дэвидсон | Роб Райт                                           | 4 октября 2022   | 3.90               |
| Ради того, чтобы спасти жизнь Джоша, Ив проходит сквозь опасные пески. Успеет ли она оказать ему необходимую помощь? Тем временем Гевин и Иззи делают все, чтобы найти выживших, но правительственные агенты продолжают тщательно за ними следить.                                                     |            |                                               |               |                                                    |                  |                    |
| 13 | 3          | «Большой побег» «The Great Escape»            | Дэвид Барретт | Арика Лисанн Миттман                               | 11 октября 2022  | 3.54               |
| Ив и Гевин снова вместе и не могут сдержать эмоций. Но те, кто их поймал, не собираются их отпускать, поэтому им предстоит совершить отчаянную попытку вырваться. Тем временем Лукас, несмотря на опасности, делает все, чтобы помочь своим друзьям.                                                   |            |                                               |               |                                                    |                  |                    |
| 14 | 4          | «Туман» «The Fog»                             | Рон Андервуд  | Андре Эдмондс                                      | 18 октября 2022  | 3.38               |
| Ив удается успешно защищаться от нападающих, но вскоре ее ждет что-то еще более опасное. В это время Джош вместе с Райли пытаются повлиять на приближающуюся катастрофу. Смогут ли они найти женщину, чей ключ поможет им в этом?                                                                      |            |                                               |               |                                                    |                  |                    |
| 15 | 5          | «Ограбление» «The Heist»                      | Дэвид Барретт | Джессика Грейнджер                                 | 25 октября 2022  | 3.47               |
| Ив, Гевин и остальные герои ищут способы пробраться в загадочное строение, и для этого им нужно заполучить партию черного камня. Кэролайн может повлиять на течение времени, и чтобы помешать ей, Джошу и Райли нужно поторопиться. Успеют ли они?                                                     |            |                                               |               |                                                    |                  |                    |
| 16 | 6          | «Лазарь» «Lazarus»                            | Адам Дэвидсон | Бисанн Масуд                                       | 1 ноября 2022    | 3.47               |
| Герои делают все, чтобы пробраться в здание, но их план не срабатывает, и Гевина ждет неожиданная встреча. Тем временем Джош и Райли радостно проводят время в развлечениях, но не подозревают о том, что скоро произойдут внезапные изменения. Что они решат делать дальше?                           |            |                                               |               |                                                    |                  |                    |
| 17 | 7          | «1988» «1988»                                 | Дэн Лию       | Эрика Мередит                                      | 15 ноября 2022   | 3.31               |
| Харрисы снова вместе и делают все, чтобы спасти доктора Кэролайн. Удастся ли им противостоять силам, которые могут их разлучить? Тем временем из-за Лукаса Тай решается на непростое дело и отправляется на поиски того, что поможет его другу выжить.                                                 |            |                                               |               |                                                    |                  |                    |
| 18 | 8          | «Набег» «Stampede»                            | Кристин Мур   | Рассел Френд                                       | 31 января 2023   | 2.20               |
| Харрисы отправляются в далекое прошлое, чтобы загрузить вирус, который может помочь избавиться от воронок, и их не пугает даже то, что они могут не вернуться. Скотт и Лукас спорят о том, что делать в связи с приближением стада животных. Гевин рассказывает о тревожном видении.                   |            |                                               |               |                                                    |                  |                    |
| 19 | 9          | «Убийство на поляне» «Murder in the Clearing» | Ник Гомес     | Питер Билз и Онали Хантер Хьюз                     | 31 января 2023   | 2.02               |
| Сэм и Лукас начинают расследование в надежде на то, что смогут найти убийцу. Тем временем Гевин делает все возможное, чтобы избежать страшной участи Ив. Джош и Иззи спорят, стоит ли им помогать отцу найти доктора. Кэролайн собирает команду и отправляется на поиски. Их ждут неожиданные находки. |            |                                               |               |                                                    |                  |                    |
| 20 | 10         | «Возвращение» «The Return»                    | Грег МакЛин   | Роб Райт                                           | 14 февраля 2023  | 2.12               |
| Лукас уверен в том, что Верджил приложил руку к убийству Уайатта, в то время как Гевина ждет неожиданная встреча со старым знакомым. Иззи и Джош спорят насчет Джеймса, и вскоре оказываются в плену. Сэм и Райли понимают, что на поляне появился предатель.                                          |            |                                               |               |                                                    |                  |                    |
| 21 | 11         | «Свадьба» «The Wedding»                       | Тара Миеле    | Джером Шварц                                       | 21 февраля 2023  | 1.98               |
| Пока доктор Кэролайн и Сайлас изучают записи другого доктора, остальные герои готовятся к свадьбе Тая и Паары. Ливай всерьез настроен уничтожить Джеймса, но ему не справиться без Ив. Тем временем Вероника и Лукас пытаются узнать, что Аарон делал с дневниками доктора.                            |            |                                               |               |                                                    |                  |                    |
| 22 | 12         | «Рой» «The Swarm»                             | Роза Трош     | Кристофер Холлиер                                  | 21 февраля 2023  | 1.72               |
| Харрисы решают объединиться с Джеймсом. Чтобы спасти Тая, им нужно пробраться в здание Лазаря. Они хотят помешать Кире, а жители поляны оказываются в опасности. В это время жизнь Эллы будет зависеть от действий Вероники.                                                                           |            |                                               |               |                                                    |                  |                    |
| 23 | 13         | «Путешествие. Часть 1» «The Journey (1)»      | Чери Ноулан   | Дэвид Аппельбаум                                   | 28 февраля 2023  | 1.92               |
| Гевин все еще надеется привести семью домой, но очередное событие подтверждает его видение, в котором Ив умирает. Изгнанный Леви встречается с Таем и видит, как прогрессирует его болезнь. Кира предлагает ему найти набор для выживания, но у Леви есть встречное предложение.                       |            |                                               |               |                                                    |                  |                    |
| 24 | 14         | «Путешествие. Часть 2» «The Journey (2)»      | Адам Дэвидсон | Дэвид Аппельбаум                                   | 28 февраля 2023  | 1.77               |
| После встречи с гигантской ящерицей жизнь Гевина оказывается под большой угрозой, и его семья делает все, чтобы спасти его. Ив и детей не пугает даже то, что они могут расстаться. Тем временем Веронике открывается правда, из-за чего у Лукаса появляется риск потерять ее.                         |            |                                               |               |                                                    |                  |                    |

### Сезон 3 (2024)
| № общий | № в сезоне | Название                                          | Режиссёр         | Автор сценария       | Дата премьеры   | Зрители в США (млн) |
| ------- | ---------- | ------------------------------------------------- | ---------------- | -------------------- | --------------- | ------------------- |
| 25      | 1          | «Сьерра» «Sierra»                                 | Рон Андервуд     | Дэвид Аппельбаум     | 9 января 2024   | 2.42                |
| 26      | 2          | «Не смотрите наверх» «Don't Look Up»              | Рон Андервуд     | Кристофер Холлиер    | 16 января 2024  | 2.18                |
| 27      | 3          | «Майя» «Maya»                                     | Чери Ноулан      | Rob Wright           | 23 января 2024  | 2.14                |
| 28      | 4          | «Огненный шторм» «Fire Storm»                     | Чери Ноулан      | Onalee Hunter Hughes | 30 января 2024  | 2.15                |
| 29      | 5          | «Дорога домой. Часть 1» «"The Road Home, Part 1"» | Ник Гомес        | Jerome Schwartz      | 6 февраля 2024  | 2.06                |
| 30      | 6          | «Дорога домой. Часть 2» «"The Road Home, Part 2"» | David M. Barrett | David Appelbaum      | 13 февраля 2024 | 2.03                |

## Производство

### Разработка
15 января 2020 года телеканал NBC дал зеленый свет проекту, заказав пилотный эпизод. Эпизод написан Дэвидом Аппельбаумом, а режиссировать будет Тор Фройденталь. 2 ноября 2021 года NBC продлил сериал на второй сезон из 14 серий. 12 ноября 2021 года NBC продлила сериал на 14 эпизодов второго сезона. 31 января 2023 года NBC продлила сериал на третий сезон из шести серий который станет последним.

### Кастинг
В феврале 2020 года Майкл Реймонд-Джеймс, Карина Лог, Зира Горецки, Калеб Руминер, Энджел Паркер, Кэтрин Дент, Вероника Сент-Клер, Джаг Бал и Чике Оконкво были выбраны в качестве постоянных участников сериала, а Натали Зиа получила главную роль. В марте 2020 года к основному составу присоединились Джон Седа и Рита Энджел Тейлор. 4 марта 2021 года Оуэн Маккен и Джек Мартин были выбраны вместо Реймонда-Джеймса и Руминера соответственно, а Лили Сантьяго присоединилась к основному составу. Кроме того, фамилия семьи была изменена на Харрис. 22 марта 2021 года Николас Гонсалес и Рохан Мирчандани присоединились к актерскому составу в качестве постоянных участников сериала. В апреле 2021 года Джош Маккензи стал постоянным участником сериала, Ионе Скай получила второстепенную роль, а Хлоя Де Лос Сантос была выбрана на замену Тейлор. 12 мая 2022 года Тонанцин Кармело и Мишель Вергара Мур стали постоянными актерами второго сезона.

## Награды
Сериал стал 94 из 200 наиболее популярных сериалов, которые получили отметку ReFrame с 2021 по 2022. Знак присуждается коалицией по гендерному равенству ReFrame и базой данных индустрии IMDbPro для фильмов и телевизионных проектов, которые доказали свою гендерную сбалансированность в найме актеров. Знаки присуждаются проектам, которые нанимают женщин на четыре из восьми ключевых ролей в их производстве.
| Награда                | Дата церемонии  | Категория                         | Получатель | Результат |        |
| ---------------------- | --------------- | --------------------------------- | ---------- | --------- | ------ |
| People's Choice Awards | 7 декабря 2021  | Любимое фантастическое шоу 2021   | Ла-Брея    | Номинация | [ 53 ] |
| People's Choice Awards | 6 декабря 2022  | Любимое фантастическое шоу 2022   | Ла-Брея    | Номинация | [ 54 ] |
| Премия «Сатурн»        | 25 октября 2022 | Лучший телесериал в жанре фэнтези | Ла-Брея    | Номинация | [ 55 ] |